# Svédország a 2010. évi nyári ifjúsági olimpiai játékokon
Svédország a Szingapúrban megrendezett 2010. évi nyári ifjúsági olimpiai játékok egyik részt vevő nemzete volt. Sportolói 8 sportágban vettek részt: asztalitenisz, atlétika, evezés, taekwondo tollaslabda, torna, triatlon és úszás. Sportolói 2 arany és 3 bronzérmet nyertek.

## Érmesek
| Érem  | Versenyző          | Sportág   | Versenyszám         | Dátum         |
| ----- | ------------------ | --------- | ------------------- | ------------- |
| Arany | Angelica Bengtsson | Atlétika  | Lány rúdugrás       | augusztus 21. |
| Arany | Khadijatou Sagnia  | Atlétika  | Lány hármasugrás    | augusztus 23. |
| Bronz | Jennifer Ågren     | Taekwondo | Lány, 55 kg         | augusztus 17. |
| Bronz | Heidi Schmidt      | Atlétika  | Lány diszkoszvetés  | augusztus 21. |
| Bronz | Jonna Adlerteg     | Torna     | Lány felemás korlát | augusztus 21. |

## Asztalitenisz
Fiú
| Versenyző        | Versenyszám | 1. forduló | 1. forduló | 2. forduló | 2. forduló | Negyeddöntő                                              | Elődöntő          | Bronzmérkőzés     | Döntő             | Helyezés |
| Versenyző        | Versenyszám | Csoportmérkőzések | Hely.      | Csoportmérkőzések | Hely.      | Negyeddöntő                                              | Elődöntő          | Bronzmérkőzés     | Döntő             | Helyezés |
| Versenyző        | Versenyszám | Ellenfél Eredmény | Hely.      | Ellenfél Eredmény | Hely.      | Ellenfél Eredmény                                        | Ellenfél Eredmény | Ellenfél Eredmény | Ellenfél Eredmény | Helyezés |
| ---------------- | ----------- | --- | ---------- | --- | ---------- | -------------------------------------------------------- | ----------------- | ----------------- | ----------------- | -------- |
| Hampus Soderlund | Egyes       | Axel Gavilan (PAR) · 14-12, 9-11, 11-2, 9-11, 11-6 Luka Fucec (CRO) · 13-11, 11-7, 11-6 Wa Warren Li Kam (MRI) · 11-6, 11-9, 11-5 | 1. Q       | Zhe Yu Clarence Chew (SIN) · 11-9, 6-11, 9-11, 8-11 Ojo Onaolapo (NGR) · 11-6, 11-7, 11-4 Stefan Leitgeb (AUT) · 11-7, 11-7, 11-7 | 1. Q       | Lakatos Tamás (HUN) · 7-11, 3-11, 11-4, 8-11, 11-1, 4-11 | kiesett           | kiesett           | kiesett           | 5.       |

Vegyes
| Versenyző                                                | Versenyszám  | 1. forduló | 1. forduló | 2. forduló                                                       | Negyeddöntő                                                           | Elődöntő          | Bronzmérkőzés     | Döntő             | Helyezés |
| Versenyző                                                | Versenyszám  | Csoportmérkőzések | Hely.      | 2. forduló                                                       | Negyeddöntő                                                           | Elődöntő          | Bronzmérkőzés     | Döntő             | Helyezés |
| Versenyző                                                | Versenyszám  | Ellenfél Eredmény | Hely.      | Ellenfél Eredmény                                                | Ellenfél Eredmény                                                     | Ellenfél Eredmény | Ellenfél Eredmény | Ellenfél Eredmény | Helyezés |
| -------------------------------------------------------- | ------------ | --- | ---------- | ---------------------------------------------------------------- | --------------------------------------------------------------------- | ----------------- | ----------------- | ----------------- | -------- |
| Európa 1 Bernadette Szocs (ROU) · Hampus Soderlund (SWE) | Vegyes páros | Európa 4 · Olga Bliznet (MDA) · Konrad Kulpa (POL) · 3-0, 1-3, 3-1 Európa 3 · Alice Loveridge (GBR) · Leonardo Mutti (ITA) · 3-0, 2-3, 3-1 Afrika 2 · Jolie Mafuta Ivoso (CGO) · Wa Warren Li Kam (MRI) · 3-0, 3-1, 3-0 | 1. Q       | Brazília · Caroline Kumahara (BRA) · Eric Jouti (BRA) · 3-1, 3-1 | Észak-Korea · Song I Kim (PRK) · Kwang Song Kim (PRK) · 2-3, 3-0, 2-3 | kiesett           | kiesett           | kiesett           | 5.       |

## Atlétika
Fiú
| Oscar Vestlund         | Súlylökés | 17.68 | 14. qB | 18.93 | 9. |
| Melker Svard Jacobsson | Rúdugrás  | 4.70  | 2. Q   | 4.85  | 4. |

Lány
| Heidi Schmidt      | Diszkoszvetés | 47.20 | 3. Q | 47.57 |  |
| Khadijatou Sagnia  | Hármasugrás   | 13.21 | 1. Q | 13.56 |  |
| Angelica Bengtsson | Rúdugrás      | 3.90  | 2. Q | 4.30  |  |

## Evezés
Lány
| Versenyző     | Versenyszám  | Előfutam | Előfutam | Középdöntő/Vigaszág | Középdöntő/Vigaszág | Elődöntő | Elődöntő | Elődöntő | Döntő | Döntő   | Döntő | Helyezés |
| Versenyző     | Versenyszám  | Idő      | Hely.    | Idő                 | Hely.               | Típus    | Idő      | Hely.    | Típus | Idő     | Hely. | Helyezés |
| ------------- | ------------ | -------- | -------- | ------------------- | ------------------- | -------- | -------- | -------- | ----- | ------- | ----- | -------- |
| Ebba Sundberg | Egypárevezős | 4:01.24  | 4.       | 4:15.77             | 4.                  | C/D      | 4:15.63  | 2.       | C     | 3:17.39 | 6.    | 17.      |

## Taekwondo
Lány
| Versenyző      | Versenyszám | Nyolcaddöntő      | Negyeddöntő                   | Elődöntő               | Döntő             | Helyezés |
| Versenyző      | Versenyszám | Ellenfél Eredmény | Ellenfél Eredmény             | Ellenfél Eredmény      | Ellenfél Eredmény | Helyezés |
| -------------- | ----------- | ----------------- | ----------------------------- | ---------------------- | ----------------- | -------- |
| Jennifer Agren | 55 kg       | BYE               | Ndeye Coumba Diop (SEN) · DSQ | Jade Jones (GBR) · 0-4 | kiesett           |          |

## Tollaslabda
Fiú
| Versenyző         | Versenyszám | Csoportkör                         | Csoportkör                          | Csoportkör                            | Csoportkör | Egyenes kieséses szakasz | Egyenes kieséses szakasz | Egyenes kieséses szakasz | Helyezés |
| Versenyző         | Versenyszám | 1. meccs                           | 2. meccs                            | 3. meccs                              | Hely.      | Negyeddöntő              | Elődöntő                 | Döntő                    | Helyezés |
| Versenyző         | Versenyszám | Ellenfél Eredmény                  | Ellenfél Eredmény                   | Ellenfél Eredmény                     | Hely.      | Ellenfél Eredmény        | Ellenfél Eredmény        | Ellenfél Eredmény        | Helyezés |
| ----------------- | ----------- | ---------------------------------- | ----------------------------------- | ------------------------------------- | ---------- | ------------------------ | ------------------------ | ------------------------ | -------- |
| Mikael Westerback | Fiú egyes   | Flemming Quach (DEN) · 20-22, 9-21 | Mohammad Qaddoum (JOR) · 21-4, 21-9 | Pisit Poodchalat (THA) · 13-21, 11-21 | 3.         | kiesett                  | kiesett                  | kiesett                  | kiesett  |

## Torna

### Szertorna
Lány
Összetett egyéni és szerenkénti versenyszámok
| Versenyző      | Versenyszám    | Szer   | Szer           | Szer    | Szer   | Selejtező | Selejtező | Döntő    | Döntő    |
| Versenyző      | Versenyszám    | Ugrás  | Felemás korlát | Gerenda | Talaj  | Összesen  | Helyezés  | Összesen | Helyezés |
| -------------- | -------------- | ------ | -------------- | ------- | ------ | --------- | --------- | -------- | -------- |
| Jonna Adlerteg | Összetett      | 13.650 | 13.250         | 12.550  | 13.150 |           |           | 52.600   | 10.      |
| Jonna Adlerteg | Ugrás          | 13.400 |                |         |        | 13.400    | 18.       | kiesett  | kiesett  |
| Jonna Adlerteg | Felemás korlát |        | 13.350         |         |        | 13.350    | 7. Q      | 13.550   |          |
| Jonna Adlerteg | Gerenda        |        |                | 13.600  |        | 13.600    | 8. Q      | 11.825   | 8.       |
| Jonna Adlerteg | Talaj          |        |                |         | 13.250 | 13.250    | 5. Q      | 13.275   | 7.       |

## Triatlon
Lány
| Versenyző    | Versenyszám | Úszás | Depózás | Kerékpározás | Depózás | Futás | Összesítés | Helyezés |
| ------------ | ----------- | ----- | ------- | ------------ | ------- | ----- | ---------- | -------- |
| Annie Thoren | Egyéni      | 9:31  | 0:35    | 32:10        | 0:27    | 21:52 | 1:04:35.16 | 15.      |

Vegyes
| Versenyző                                                                                         | Versenyszám  | Versenyzők ideje | Versenyzők ideje | Versenyzők ideje | Versenyzők ideje | Összesítés | Összesítés |
| Versenyző                                                                                         | Versenyszám  | Idő 1            | Idő 2            | Idő 3            | Idő 4            | Össz. idő  | Helyezés   |
| ------------------------------------------------------------------------------------------------- | ------------ | ---------------- | ---------------- | ---------------- | ---------------- | ---------- | ---------- |
| Európa 4 · Annie Thoren (SWE) · Thomas Jurgens (BEL) · Elinor Thorogood (GBR) · Andrew Hood (GBR) | Vegyes váltó | 21:11            | 19:08            | 22:04            | 20:31            | 1:22:54.12 | 7.         |

## Úszás
Fiú
| Versenyző              | Versenyszám          | Előfutam | Előfutam | Elődöntő | Elődöntő | Döntő   | Döntő    |
| Versenyző              | Versenyszám          | Idő      | Hely.    | Idő      | Hely.    | Idő     | Helyezés |
| ---------------------- | -------------------- | -------- | -------- | -------- | -------- | ------- | -------- |
| Måns Hjelm             | 50 m-es gyorsúszás   | 24.01    | 18.      | kiesett  | kiesett  | kiesett | kiesett  |
| Måns Hjelm             | 100 m-es gyorsúszás  | 53.31    | 25.      | kiesett  | kiesett  | kiesett | kiesett  |
| Måns Hjelm             | 50 m-es hátúszás     |          |          | 27.23    | 9.       | kiesett | kiesett  |
| Måns Hjelm             | 100 m-es hátúszás    | 59.08    | 20.      | kiesett  | kiesett  | kiesett | kiesett  |
| Måns Hjelm             | 200 m-es hátúszás    | DNS      | DNS      |          |          | kiesett | kiesett  |
| Måns Hjelm             | 200 m-es vegyesúszás | 2:09.81  | 21.      |          |          | kiesett | kiesett  |
| Gustav Åberg Lejdström | 200 m-es gyorsúszás  | 1:54.25  | 20.      |          |          | kiesett | kiesett  |
| Gustav Åberg Lejdström | 400 m-es gyorsúszás  | 4:01.03  | 10.      |          |          | kiesett | kiesett  |

Lány
| Versenyző       | Versenyszám            | Előfutam | Előfutam | Elődöntő     | Elődöntő     | Döntő        | Döntő        |
| Versenyző       | Versenyszám            | Idő      | Hely.    | Idő          | Hely.        | Idő          | Helyezés     |
| --------------- | ---------------------- | -------- | -------- | ------------ | ------------ | ------------ | ------------ |
| Lovisa Eriksson | 50 m-es gyorsúszás     | 26.41    | 6. Q     | 26.32        | 8. Q         | 25.96        | 5.           |
| Lovisa Eriksson | 50 m-es hátúszás       | 29.71    | 3. Q     | 29.82        | 4. Q         | visszalépett | visszalépett |
| Lovisa Eriksson | 100 m-es hátúszás      | 1:04.10  | 4. Q     | 1:03.48      | 4. Q         | 1:03.40      | 5.           |
| Lovisa Eriksson | 50 m-es pillangóúszás  | 27.44    | 2. Q     | 27.27        | 3. Q         | 27.55        | 6.           |
| Lovisa Eriksson | 100 m-es pillangóúszás | 1:01.24  | 5. Q     | visszalépett | visszalépett | kiesett      | kiesett      |
| Ida Lindborg    | 100 m-es hátúszás      | 1:04.17  | 5. Q     | 1:03.99      | 6. Q         | 1:03.60      | 6.           |
| Ida Lindborg    | 200 m-es hátúszás      | 2:21.26  | 20.      |              |              | kiesett      | kiesett      |

## Fordítás
Ez a szócikk részben vagy egészben  a   Sweden at the 2010 Summer Youth Olympics című angol Wikipédia-szócikk fordításán alapul.  Az eredeti cikk szerkesztőit annak laptörténete sorolja fel. Ez a jelzés csupán a megfogalmazás eredetét és a szerzői jogokat jelzi, nem szolgál a cikkben szereplő információk forrásmegjelöléseként.